# Prnjarovac
Prnjarovac falu Horvátországban Belovár-Bilogora megyében. Közigazgatásilag Csázmához tartozik.

## Fekvése
Belovártól légvonalban 26, közúton 36 km-re délnyugatra, községközpontjától légvonalban 7, közúton 10 km-re északnyugatra, Gornji Dragičevci és Gornji Lipovčani között fekszik. Határának legnagyobb részét termőföldek, nyugaton pedig erdők borítják. Házai szinte kivétel nélkül az észak-déli irányú főutca mentén sorakoznak.

## Története
A település az itt talált leletek alapján már a középkorban is létezett, de a 16. században elpusztította a török. Ennek az ősi településnek a neve mára feledésbe merült. A térség török uralom alóli felszabadítása után a 17. században telepítették be újra. 1774-ben az első katonai felmérés térképén „Dorf Perniarovec” néven szerepel. A Horvát határőrvidék részeként a Kőrösi ezredhez tartozott. Lipszky János 1808-ban Budán kiadott repertóriumában „Pernyavorecz” néven szerepel.  Nagy Lajos 1829-ben kiadott művében ugyancsak „Pernavorecz” néven 35 házzal, 171 katolikus és 13 ortodox vallású lakossal találjuk. A település 1809 és 1813 között francia uralom alatt állt.
A katonai közigazgatás megszüntetése után Magyar Királyságon belül Horvátország része, Belovár-Kőrös vármegye Csázmai járásának része lett. A településnek 1857-ben 151, 1910-ben 326 lakosa volt. 1918-ban az új szerb-horvát-szlovén állam, majd később Jugoszlávia része lett. 1941 és 1945 között a németbarát Független Horvát Államhoz, majd a háború után a szocialista Jugoszláviához tartozott. A fiatalok elvándorlása miatt lakossága csökkent. 1991-től a független Horvátország része. 1991-ben lakosságának 99%-a horvát volt. A délszláv háború idején mindvégig horvát kézen maradt. 2011-ben 149 lakosa volt, akik főként mezőgazdaságból éltek.

## Lakossága
| Lakosság változása | Lakosság változása | Lakosság változása | Lakosság változása | Lakosság változása | Lakosság változása | Lakosság változása | Lakosság változása | Lakosság változása | Lakosság változása | Lakosság változása | Lakosság változása | Lakosság változása | Lakosság változása | Lakosság változása | Lakosság változása |
| ------------------ | ------------------ | ------------------ | ------------------ | ------------------ | ------------------ | ------------------ | ------------------ | ------------------ | ------------------ | ------------------ | ------------------ | ------------------ | ------------------ | ------------------ | ------------------ |
| 1857               | 1869               | 1880               | 1890               | 1900               | 1910               | 1921               | 1931               | 1948               | 1953               | 1961               | 1971               | 1981               | 1991               | 2001               | 2011               |
| 151                | 187                | 205                | 261                | 286                | 326                | 358                | 373                | 383                | 337                | 311                | 242                | 198                | 153                | 122                | 149                |

## Nevezetességei
A falu temetőkápolnája a faluból északra kivezető út mellett áll. Egyhajós épület félköríves apszissal. Harangtornya a homlokzat felett emelkedik egyedi, négy fiatornyos toronysisak fedi. A kápolna az első katonai felmérés térképe alapján már a 18. században is megvolt.